# Saana Berge

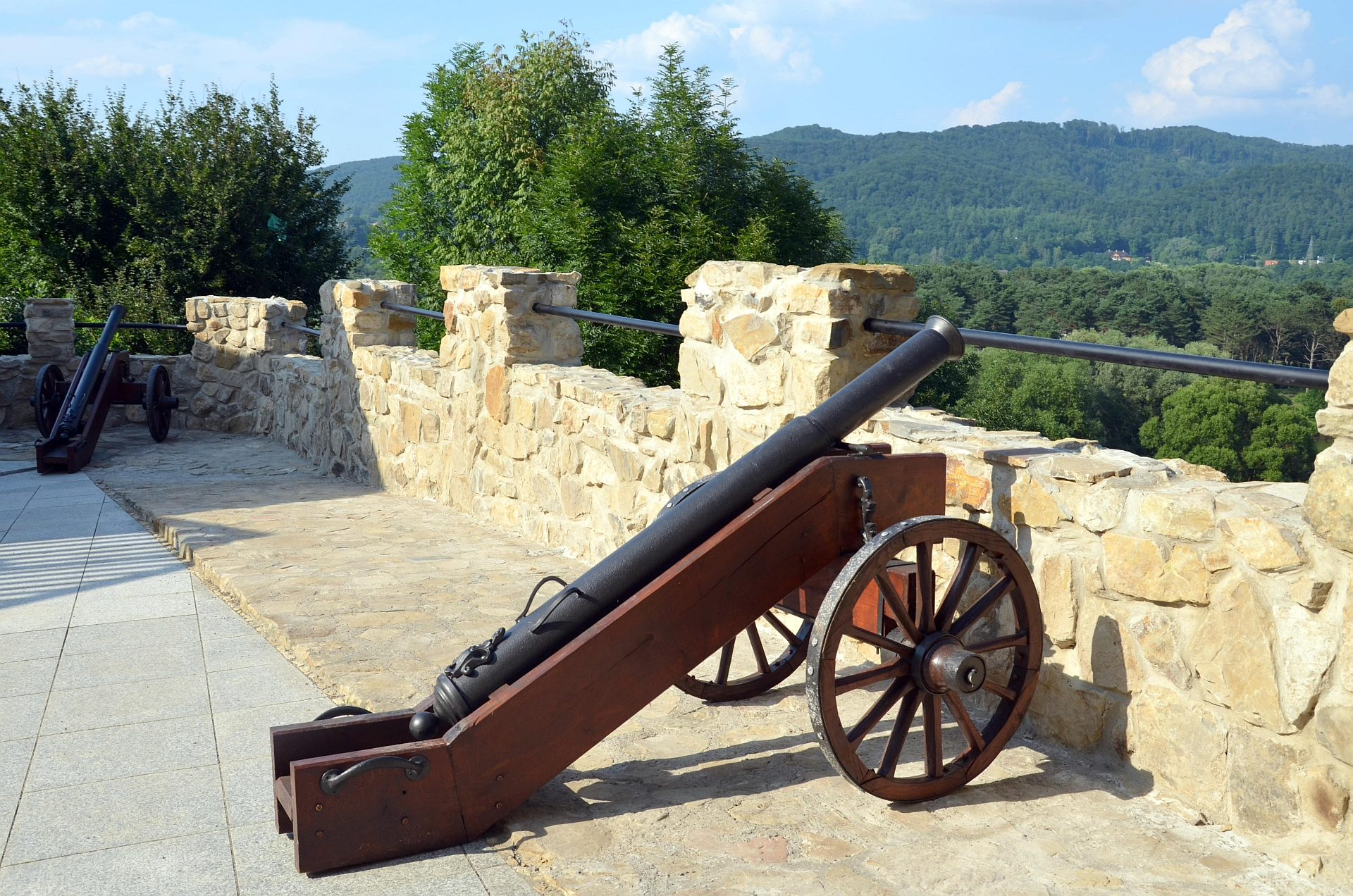
Góry Słonne, von Sanoker Schloss aus gesehen (2013)

Die Saana Berge (auch Salzgebirge oder Sanoker Gebirge, polnisch: Góry Słonne   altpolnisch: Góry Sanockie) bilden den westlichen Teil der Waldkarpaten, umgeben von den Bukowicahügel und dem Bieszczadygebirge.
Es ist Teil des Sanok-Turkaer Gebirges, das in der Ukraine in die Skoler Beskiden übergeht, des vorkarpathischen Hügellandes.
Die höchste Erhebung ist mit 668 Metern der Słonny (Salzig).

## Geographie
Die Berge bestehen aus einem großen, felsigen Kamm mit dem Orli Kamień (Adlerfels) 518 m ü. M. im Nordwesten, Biała Góra (529 m) und dem Słonny (668 m) im Süden, sowie dem kleineren Paproć (Farn) 503 m. Südlich der Region bei Tyrawa Wołoska verläuft die Landesstraße 28. Von der Straße läuft ein Serpentinenweg hoch zu den Bergen aus Sanok nach Przemyśl. Bei den Dörfern Olchowce, Bykowce und Załuż liegt das Salzgebirge mit einem Teil von Beskid Niski und Bieszczady. In der Zwischenkriegszeit organisierte man auf dieser Serpentinenstraße berühmte Automobilrennen bei Wujskie, an denen die weltbekannten Rallye-Teilnehmer aus dem Ausland (Hans Stuck, Rudolf Caracciola u. a.) teilnahmen. Diese sportliche Tradition ist bis heute erhalten.

### Größere Orte
- Sanok
- Mrzygłód
- Tyrawa Wołoska